# 52. brigada Slovenske vojske
Za druge 52. brigade glejte 52. brigada.
52. brigada Slovenske vojske je bivša vojaška formacija Slovenske vojske, ki je bila nastanjena v vojašnici 26. oktobra na Stari Vrhniki.

## Zgodovina
Brigada je bila ustanovljena 15. septembra 1992 z združitvijo treh brigad TO RS in razpuščena 30. junija 2004; (vojaška enota so razporedili pod 72. brigado Slovenske vojske).

## Poveljstvo
Poveljnik
- podpolkovnik Martin Jugovec (7. februar 2003 - 30. junij 2004)
- kapitan fregate Ljubo Poles (29. junij 2001 - 7. februar 2003)
- polkovnik Vojteh Mihevc (24. december 1999 - 29. junij 2001)
- polkovnik Marjan Balant (22. junij 1998 - 24. december 1999)
- podpolkovnik Boris Mikuš (4. november 1996 - 22. junij 1998)
- major Franci Košir (15. september 1992 - 4. november 1996)

Namestnik poveljnika
- major Andrej Cestnik (2002)
- podpolkovnik Robert Puš (2001)

## Organizacija
avgust 2001
- poveljstvo
- 142. učni bataljon pehote Slovenske vojske
- 480. artilerijski bataljon Slovenske vojske
- 211. logistična baza Slovenske vojske

2004
- poveljstvo
- 132. gorski bataljon Slovenske vojske
- 45. oklepni bataljon Slovenske vojske
- 460. artilerijski bataljon Slovenske vojske
- 18. bataljon za RKBO Slovenske vojske

Enote, ki so bile v brigadi
- 44. učni bataljon oklepno-mehaniziranih enot Slovenske vojske
- 54. oklepno-mehanizirani bataljon Slovenske vojske
- 480. artilerijski bataljon Slovenske vojske
- 460. artilerijski bataljon Slovenske vojske
- 211. logistična baza Slovenske vojske
- 352. učni bataljon pehote Slovenske vojske
- 142. učni bataljon pehote Slovenske vojske
- 18. bataljon za RKBO Slovenske vojske
- 132. gorski bataljon Slovenske vojske
- 45. oklepni bataljon Slovenske vojske
- 271. četa za zveze Slovenske vojske

## Delovanje
Vojaške vaje
- Dolomiti 1993
- Dolski 1993
- Bojne zmožnosti 1996
- Esperia 1997
- CAE 1998
- STV - Odločen odgovor 2000
- Litija 2000
- STV - Odločen odgovor 2001
- Combined Endeavour 2001
- Combined Endeavour 2002
- Eksploziv 2002
- Combined Endeavour 2003
- Kras 2003